# Balladen om Marie Krøyer
Balladen om Marie Krøyer är en dansk-svensk film från 2012 i regi av Bille August. Den handlar om den danska målaren Marie Krøyer. Manuset är skrivet av Peter Asmussen, efter en bästsäljande roman av Anastassia Arnold. I huvudrollerna ses Birgitte Hjort Sørensen, Søren Sætter-Lassen och Sverrir Gudnason.

## Handling
År 1889 gifter sig Marie med en av Danmarks största målare, konstnären Peder Severin Krøyer. De får ett barn vid namn Vibeke och lever glatt som målare båda två. Men när Peder visar tydliga tecken på psykiska besvär rasar det goda förhållandet emellan dem, och för att samla nya krafter åker Marie till Marstrand. Där träffar hon den unge svenske kompositören Hugo Alfvén, blir omedelbart förälskad och begär att få skiljas från sin make, men detta får konsekvenser: Peder vägrar att genomgå skilsmässa från sin hustru, ett triangeldrama tar sin början och med tiden måste Marie göra ett svårt val som kommer att betyda mycket för hennes roll som målare, hustru och mor.

## Om filmen
Filmen är producerad av SF Film, med stöd från det Danska filminstitutet. 
Denna film var regissören Bille Augusts första danska projekt på tjugofem år, sedan den Oscarsbelönade filmen Pelle Erövraren från 1987. Andra möjliga titlar till filmen som diskuterades under produktionen var Marie Krøyer och Maries val. Undertiteln var Længslen, lidenskaben, lognen (sv. Längtan, passionen, lögnen).

## Rollista i urval
| Birgitte Hjort Sørensen | – Marie Krøyer         |
| Søren Sætter-Lassen     | – Peder Severin Krøyer |
| Sverrir Gudnason        | – Hugo Alfvén          |
| Lene Maria Christensen  | – Anna Norrie          |
| Tommy Kenter            | – Lachmann             |
| Nanna Buhl Andresen     | – Henny Brodersen      |

## Produktion

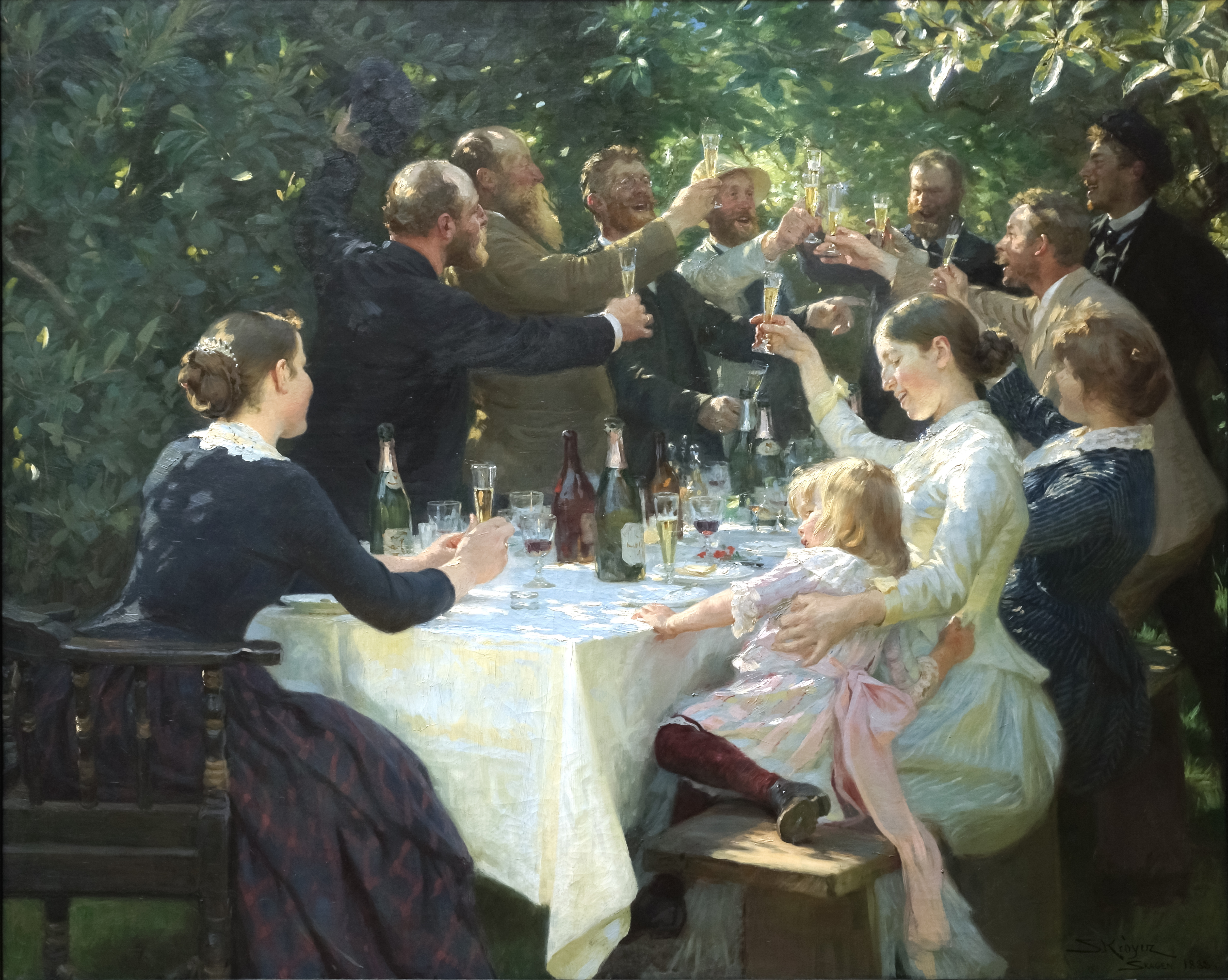
P. S. Krøyers målning Hip, hip, hurra reflekteras vid ett tillfälle i filmen.

Idén till filmen kom när Bille August läste romanen Balladen om Marie .

 – Jag hade länge varit intresserad av Skagen och dess målare. Så läste jag boken, tyckte det var ett bra drama, och tog kontakt med författaren Peter Asmussen som hjälpte mig att skapa ett manus. Det är en fantastisk kärlekshistoria. Sedan är filmen inte någon biografi över Marie Krøyers liv, utan vi fokuserar på kärlekslivet och relationerna. Egentligen är filmen ett utdrag av åtta sidor ur boken som jag fastnade särskilt för, och händelserna utspelar sig runt 1902.
Inspelningen av Balladen om Marie Krøyer började i juli 2011 i Skagen och Marstrand, vilket blev uppmärksammat i den svenska pressen. Inspelningen samproducerades av Film i Väst .